# Lisa Fischer
Lisa Melonie Fischer (New York, 1º dicembre 1958) è una cantautrice, produttrice discografica e musicista statunitense.

## Biografia
Ha raggiunto il successo nel 1991 con l'album So Intense, contenente la hit How Can I Ease the Pain, che le ha permesso di vincere un Soul Train Music Award e un Grammy Award.
Nel 1994 ha collaborato in un album di Aretha Franklin (A Deeper Love).
È riconosciuta come una turnista di straordinario talento e successo.
Nel corso della sua carriera ha infatti collaborato con una serie di artisti tra cui Luther Vandross, Tina Turner e Rolling Stones. Con questi ultimi ha intrapreso il primo tour nel 1989 e ha spesso duettato sul palco con Mick Jagger, comparendo quindi in numerosi DVD e live della rock band britannica.

## Discografia

### Album
- 1991 – So Intense